# Karl Bühren
Friedrich Karl Bühren (geboren 5. August 1888 in Elberfeld; gestorben 4. Juli 1938 in Butowo, Sowjetunion) war ein deutscher sozialdemokratischer Arbeitersportler und Sportfunktionär.

## Leben

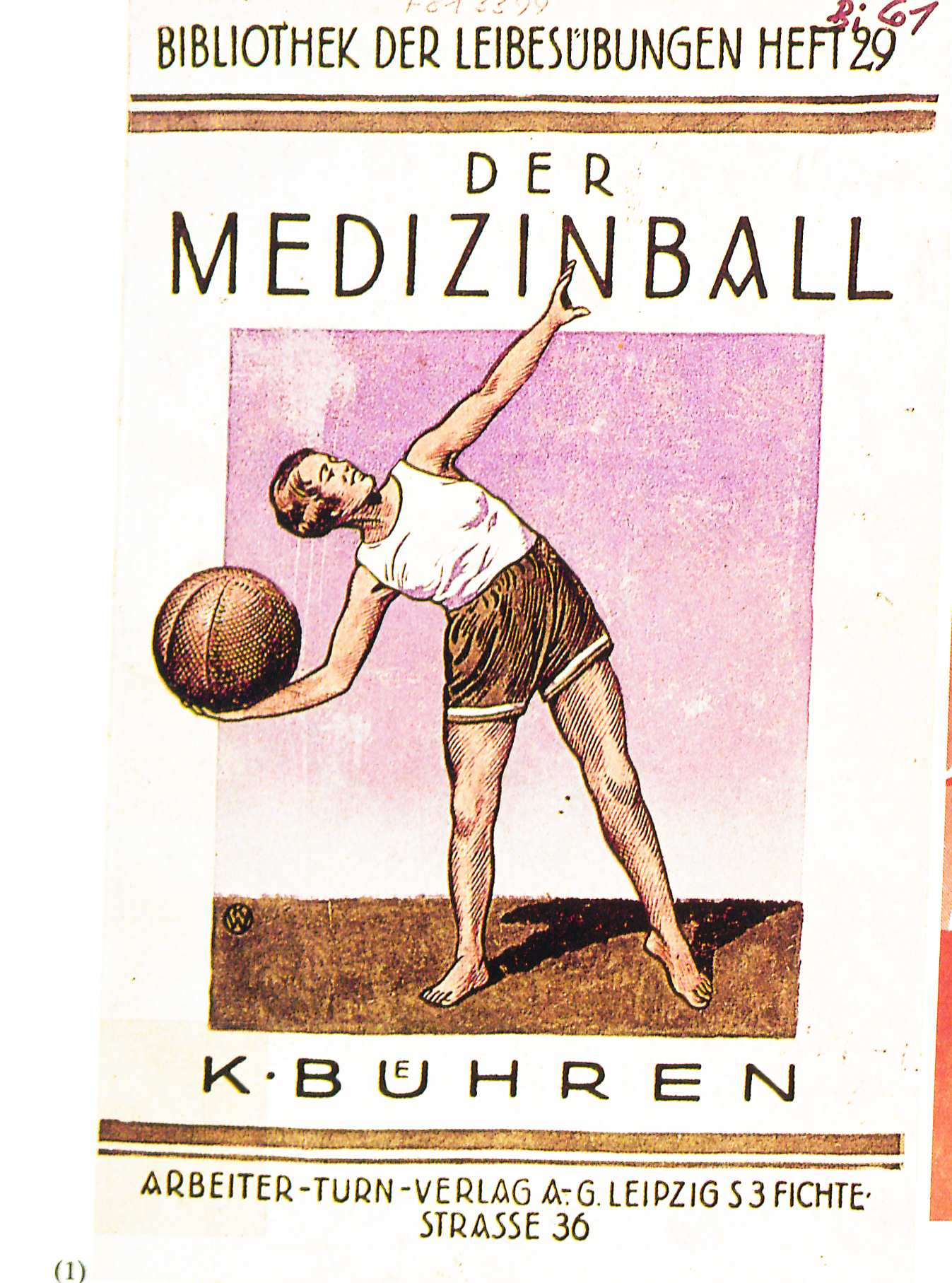
Umschlagbild von Willibald Krain (1927)

Karl Bühren entstammte einfachen Verhältnissen und wuchs in der Elberfelder Nordstadt auf. Sein Vater Hermann Robert Bühren arbeitete als Färber. Er besuchte die Volksschule und machte eine Sattlerlehre. Er heiratete Selma Bentlage, sie hatten den 1912 geborenen Sohn Karl Robert. Bühren wurde vor dem Krieg zum hauptamtlichen Bezirksfunktionär im Arbeiter-Turn- und Sportbund (ATSB) gewählt. Im Juni 1915 wurde er bis zum Kriegsende 1918 zum Kriegsdienst im Ersten Weltkrieg eingezogen. Im März 1919 wurde er wieder zum Kreisspielwart und 1921 beim ATSB-Bundestag zum hauptamtlichen 2. Bundesturnwart gewählt, 1924 wurde er Bundesturnwart für Männerturnen und Sport und schließlich 1927 Bundessportwart. In dieser Zeit differenzierte sich der Sport im ATSB stärker aus, es wurden neben Turnen auch Mannschaftssportarten wie Fußball und Hockey und auch Leichtathletik aufgenommen, was sich auch in den vom Sportbund herausgegebenen Schulungsunterlagen zeigte, von denen Bühren einen Gutteil selbst überarbeitete oder neu verfasste. Bühren organisierte im ATSB  große Sportereignisse wie die 1. Arbeiter-Olympiade 1925 in Frankfurt am Main. Bühren war Dozent an der Bundesschule des Arbeiter-Turn- und Sportbundes in Leipzig. Bühren war Mitglied der SPD. Der Arbeitersport in der Weimarer Republik war auch von der Spaltung der Arbeiterbewegung betroffen, in Konkurrenz zum sozialdemokratisch kontrollierten ATSB organisierte die KPD eigene Arbeitersportgruppen.
Nach der Machtübergabe an die Nationalsozialisten 1933 wurden der ATSB und seine Mitgliedsorganisationen verboten oder zu nationalsozialistischen Organisationen gleichgeschaltet. Bühren musste mit seiner Familie im Mai 1933 in die Tschechoslowakei fliehen. Er arbeitete dort für den „Arbeiter-Turn- und Sportverband in der Tschechoslowakischen Republik“ und wurde Mitarbeiter der internationalen Dachorganisation der sozialdemokratisch orientierten Arbeitersportverbände Confédération Sportive Internationale du Travail (SASI). Mit weiteren ehemaligen ATSB-Funktionären gründete Bühren in Aussig die „Kampfgemeinschaft für deutschen Arbeitersport“, die die politische Spaltung überwinden sollte, er fand dafür aber keine Anerkennung in der SASI. Bühren trat daraufhin an die kommunistische Rote Sportinternationale (RSI) heran, die 1921 gegründet worden war. Am 29. März 1934 veröffentlichte der Deutsche Reichsanzeiger die zweite Ausbürgerungsliste des Deutschen Reichs, durch welche Bühren ausgebürgert wurde. Im Juni 1935 emigrierte er in die Sowjetunion, wo er in Moskau wieder als Sportdozent arbeiten konnte.
Angesichts des Stalinistischen Terrors in der Sowjetunion versuchte Bühren im Mai 1937 vergeblich, nach Schweden auszureisen. Im März 1938 wurden auch Bühren und sein Sohn Karl Robert, der in Moskau ein Sportstudium begonnen hatte, verhaftet. Der Vorwurf lautete, dass sie Spionage betrieben hätten und eine Gruppe der Hitler-Jugend in Moskau mitgegründet hätten. Bühren und sein Sohn wurden im Sommer 1938 in Butowo bei Moskau hingerichtet, ihre Ehefrauen wurden damit belogen, die Männer seien zu zehn Jahren Gulag mit Kontaktverbot verurteilt worden. Die Frauen und das Enkelkind konnten nach dem deutsch-sowjetischen Nichtangriffspakt 1939 in das Deutsche Reich zurückkehren.

## Schriften (Auswahl)

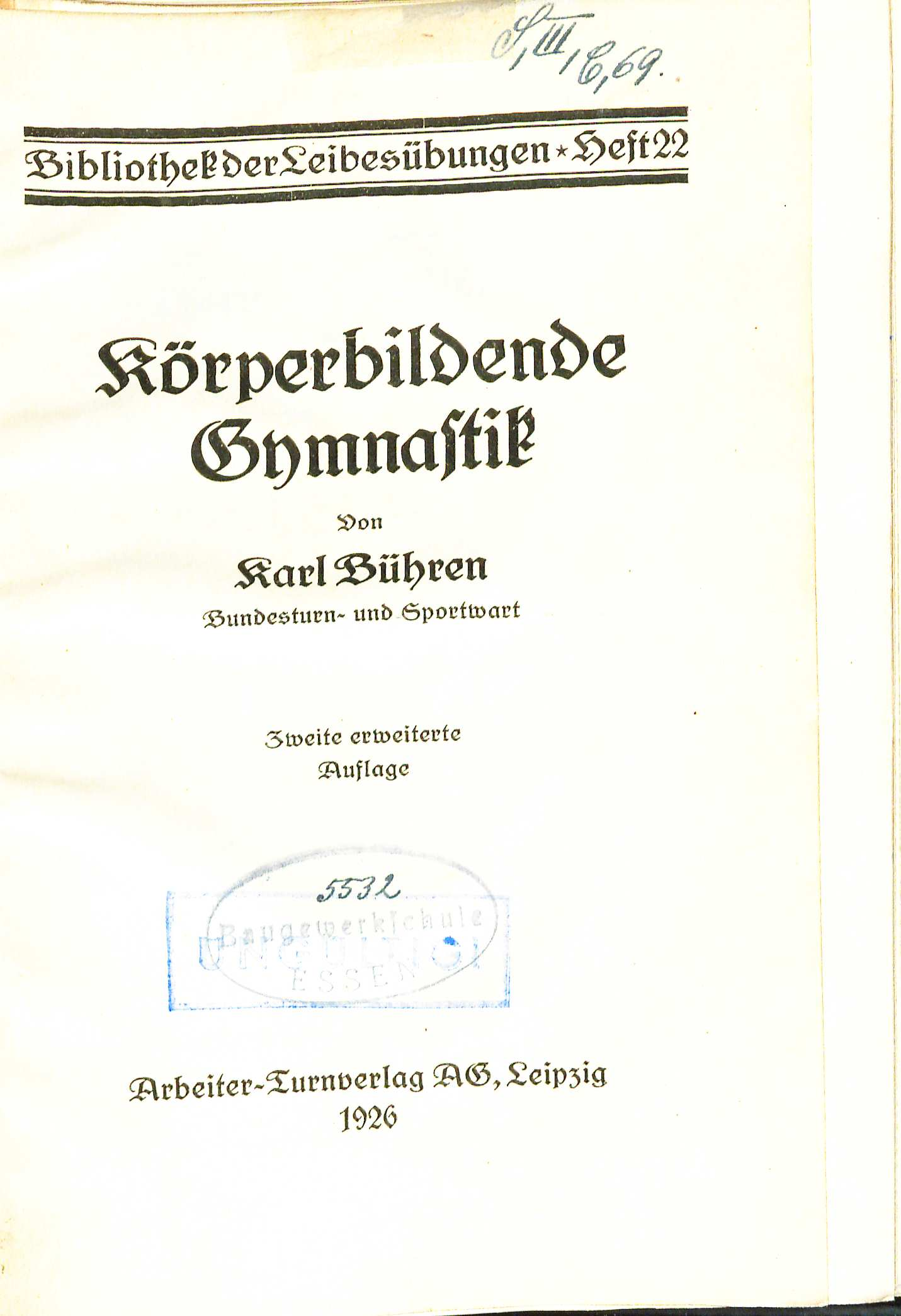
Karl Bühren: Körperbildende Gymnastik (1926)

- Das Turnen am Barren. Arbeiter-Turnverlag, Leipzig 1922
- Körperbildende Gymnastik. Arbeiter-Turnverlag, Leipzig 1924
- Das Turnen am Pferd. Arbeiter-Turnverlag, Leipzig 1924
- Mit P. Holzer: Sportmassage. Arbeiter-Turnverlag, Leipzig 1926
- mit Waldemar Richter: Der Schneeschuhlauf. Arbeiter-Turnverlag, Leipzig 1926
- Der Sportwart. Ein Ratgeber für leichtathletische Übungsleiter. Arbeiter-Turnverlag, Leipzig 1927
- Der Medizinball. Arbeiter-Turnverlag, Leipzig 1927
- Übungserlernung und Hilfeleistung. Arbeiter-Turnverlag, Leipzig 1928
- Der Turnwart. Arbeiter-Turnverlag, Leipzig 1928
- Gymnastik. Arbeiter-Turnverlag, Leipzig 1930
- Was turne ich vor? Arbeiter-Turnverlag, Leipzig 1931